# Хикс, Эстер
Эстер Хикс (англ. Esther Hicks, при рождении Уивер; род. 5 марта 1948, Колвилл, Юта, США) — американская писательница и медиум, мотивационный спикер, автор книг по самопознанию. Вместе со своим мужем, Джерри Хиксом (англ. Jerry Hicks), она была одной из тех, кто  развил тему универсального «Закона притяжения»: ими написано девять книг (1988 — 2009), проведены сотни семинаров, авторы также появилась в начальной версии австралийского фильма «Секрет» (2006).
Согласно авторам, все книги этой семейной пары, включая серию «Закон притяжения», переданы группой нефизических сущностей именующей себя "Абрахам"».

## Биография
Эстер Хикс родилась 5 марта 1948 года в Колвилле, штат Юта.

### Брак с Ричардом Д. Гиром
Получив образование и начав работать, в возрасте двадцати лет Эстер вышла замуж первый раз за Ричарда Д. Гира, от которого вскоре родила дочь Трейси (2 июня 1971 г.). Они жили во Фресно, Калифорния. Брак распался 21 августа 1980 года.

### Брак с Джерри Хиксом
В 1976 году она встретила Джерри Хикса, тогда ещё успешного дистрибьютора компании «Amway», и они поженились четыре года спустя. Джерри кардинально изменил её жизнь и мировоззрение.
В молодости Джерри Хикс по его словам в течение двух лет был цирковым акробатом на Кубе, а затем, начиная с 1948 года, в течение двадцати лет гастролировал в качестве музыканта, ведущего и комика. Но по мере становления Джерри полностью сменил свой род деятельности. Он ушёл из творчества и присоединился к компании «Amway», в которой к 1979 году он добился больших успехов.
На момент их знакомства Эстер также работала в компании «Amway», но занимала там должность "обыкновенного бухгалтера". Она воспитывала дочь Трейси от первого брака и мечтала в корне изменить свою жизнь. Джерри рассказал своей невесте о книге, которая произвела на него большое впечатление (американский бестселлер 1928 года «Думай и богатей!» Наполеона  Хилла) и вместе они стали планировать своё будущее.
В 1980 году пара сыграла свадьбу. С самого первого дня знакомства пара поддерживала друг друга во всех начинаниях. В своём интервью Эстер часто рассказывала, что именно благодаря Джерри она "добилась такого успеха".
Однажды, по её утверждению, Эстер Хикс осознала, что может общаться с группой "Нефизических Сущностей", которые называют себя общим именем "Абрахам".
Задавая "Абрахаму" вопросы, касающиеся финансов, здоровья, взаимоотношений с людьми и прочих аспектов жизни, а затем применяя полученные ответы на практике, Джерри и Эстер по их словам существенно изменили свою жизнь.
Осознав, насколько поразительны полученные результаты, они пришли к выводу, что необходимо сделать это учение доступным для всех, кто хочет жить лучше.
В 1986 году супруги Хикс поделились своим поразительным опытом с несколькими близкими друзьями и деловыми партнёрами.
Через три года они открыли конференц-центр в Сан-Антонио, Техас и начали проводить интерактивные семинары по «Искусству Принятия», посещая ежегодно около пятидесяти городов.
Лекции Эстер и Джерри мог посетить любой желающий. Изначально вся информация передавалась устно, но вскоре супруги решили издавать книги, посвящённые «философии Блага и учению Абрахама».
В 1988 году вышла первая книга супругов «Новое начало». Её популярность вдохновила авторов на активную писательскую деятельность.
С 1989 года пара переехала в город Сан-Антонио (штат Техас) и обустроила там собственный офис.
С 1989 года и Джерри стали разъезжать по всей стране, объезжая примерно по пятьдесят городов в год, проводя интерактивные Семинары по «Искусству Принятия», рассказывая американцам об Абрахаме и его учении. На них приглашали всех, кто решил примкнуть к этому прогрессивному "Потоку мысли". И хотя к "Философии Блага" со вниманием отнеслись многие философы и гуру, которые смогли воспользоваться многими понятиями из «Учения Абрахама» — это нашло отражение и в их книгах, статьях и лекциях, поначалу эти материалы передавались в основном из уст в уста. Люди, посетившие лекции, рассказывали о том, что узнали для себя много нового и пришли к пониманию того, как можно изменить свою жизнь.
В 2006 году выходит книга Эстер и Джерри Хикс «Закон притяжения», которая завоевала популярность по всему миру. Именно после этого произведения писательницу, как и автора и спикера Джо Витале, пригласили поучаствовать в нашумевшей кинокартине, по книге Ронды Берн, под названием «Секрет». Эта картина вышла на экраны в 2006 году. Эстер Хикс также присутствует на страницах книги "Тайна" (написанной по материалам одноимённого фильма).
С тех пор вышло ещё несколько произведений писателей, в том числе и произведение для детей под названием «Сара. Путешествие ребёнка в мир безграничной радости».
18 ноября 2011 года от онкологического заболевания скончался Джерри Хикс. Ему было 85 лет. Из-за потери супруга Эстер временно отошла от писательской деятельности и посвятила свою жизнь общению  со своей 40-летней дочери Трейси. Несмотря на слабую творческую активность, она всё же продолжает периодически выступать, работы писательницы по-прежнему актуальны и популярны по всему миру.
Читать книги Эстер и Джерри Хикс рекомендуют людям, всерьёз увлекающимся эзотерикой и саморазвитием. 
Некоторые произведения супругов стали бестселлерами во многих странах мира. В частности, опубликованный по-русски роман "Сара" стал очень популярным в СНГ и за его пределами.
На 2024 год Хиксы выпустили более шестисот тематических кассет, компакт-дисков, видеокассет, а также книг. Ряд книг переведён и на русский язык.

## Учение Абрахама

### Абрахам
«Абрахам» — Эстер и Джерри Хикс называли его "группой Нефизических Сущностей"  — передают свои воззрения через Эстер Хикс. Утверждается, что их учение, переведённое на доступный для людей язык, способствует самосовершенствованию и подводит к воссоединению со своей любящей Внутренней Сущностью.
Согласно Эстер и Джерри Хикс, «Абрахам» состоит из группы сущностей, послания которых «интерпретируются» Эстер Хикс. Абрахам описал себя как «групповое сознание из нефизического измерения». Они также сказали: 
«Мы то, что вы есть. Вы — передний край того, чем мы являемся. Мы то, что лежит в основе всех религий». 
Абрахам сказал через Эстер, что всякий раз, когда человек испытывает моменты великой любви, восторга или чистой радости, это энергия источника, и это то, кем является Абрахам.

### Положения учения Абрахама-Хиксов
Суть учения Абрахам-Хиксов с 1986 года была представлена в виде ряда положений:
- Индивидуумы являются физическим продолжением нефизического.
- Люди находятся в своих телах на Земле, потому что они приняли такое решение по собственному выбору — в развлекательных, расширяющих опыт целях.
- Основа жизни — свобода; цель жизни — радость; результат жизни — рост.
- Люди — творцы; они создают окружающую их реальность своими мыслями и вниманием.
- Всё, что люди могут ясно представить и эмоционально прочувствовать, создавая вибрационное соответствие с желаемым будет реализовано.
- Люди выбирают-создают события своей жизни фокусом внимания.
- Эмоции указывают на то, что именно люди для себя создают — приятное или неприятное, соответственно сознательно или бессознательно.
- Вселенная обожает человека; она знает его самые широкие намерения.
- Людям предлагается расслабиться в своём естественном благополучии и знать, что всё в порядке.
- Жизнь не борьба, а процесс получения удовольствия путём расслабления и позволения Вселенной сделать всё за Вас.
- Люди — творцы переднего края Вселенной, каждый на своей уникальной «дороге радости».
- Желательные физические проявления, такие как деньги, отношения и успех в образе жизни, являются побочными продуктами фокуса внимания.
- Люди могут покинуть своё тело без болезней или боли.
- Люди не могут умереть; их жизнь вечна. Смерть физического тела не прекращает жизнь человека.
- Природа Вселенной жизнеутверждающая. Она бесконечна в своей сути, творение вечно расширяется не зная пределов.
- Все желания могут быть исполнены.
- Каждый человек не просто часть вселенной, но её источник.

#### Закон притяжения
Бо́льшая часть работ Хикс сосредоточена вокруг закона притяжения, концепции, о которой Уильям Уокер Аткинсон , он же "Йог Рамачарака" (1862 — 1932) писал в своей книге «Вибрация мысли или закон притяжения в мире мыслей» (1906).
Закон Притяжения — основной закон мира, Вселенной и Всего Сущего. Всё, что обладает сходными вибрациями, притягивается друг к другу.
Каждая мысль обладает вибрационной природой, каждая мысль излучает сигнал и притягивает обратно точно такой же. Эстер Хикс назвала этот процесс Законом Притяжения.
Закон Притяжения гласит: подобное притягивает подобное. Таким образом, вы можете представить себе Закон Притяжения в виде Вселенского Управляющего, следящего за тем, чтобы похожие мысли находили Друг друга. Вам станет понятно действие этого принципа, если вы включите радиоприёмник и начнёте осторожно крутить ручку, пытаясь поймать нужный сигнал. Вы ведь не ждёте, что музыка, которую передают на частоте 101FM, вдруг зазвучит, когда ваш приёмник настроен на волну 98.6FM. Понятно, что радиочастоты должны совпадать, и Закон Притяжения согласен с этим. Итак, поскольку в течение всей жизни вы, одну за другой, запускаете в космос вибрационные «ракеты» собственных желаний, то просто необходимо найти способ находиться с ними в постоянной вибрационной гармонии.
Все, на что вы направляете внимание, рождает вибрацию, тождественную вашему запросу, который, в свою очередь, тождествен вашей точке притяжения.
Если у вас есть желание, которое пока ещё не исполнилось, то достаточно будет просто обратить на него своё внимание, и тогда, согласно Закону Притяжения, вы пошлёте нужную вибрацию и получите то, чего хотели. Однако если вы станете страдать от отсутствия желаемого, то Закон Притяжения продолжит подбирать соответствующую вибрацию «не имею», а вам останется только кусать локти. Таков Закон.

#### Закон Осознанного Творения
Закон Осознанного Творения — целенаправленное фокусирование мысли с намерением почувствовать сонастроенность с собственным желанием.

#### Искусство Принятия
Искусство Принятия — это привлечение в жизнь собственного Блага, которое заполнит собой каждую частицу Сущности. Оно продолжит своё течение, пока вы существуете. Искусство Принятия — это умение не сопротивляться собственному Благу, которого вы так заслуживаете. Благо — это сама природа, удивительное наследство, Источник и истинная Сущность каждого.

#### Основные понятия
- Внутренняя Сущность — ваша вечная составляющая, определяющая всё, чем вы когда-либо были и чем являетесь в данный момент. Она всегда вам доступна, если вы «впускаете» её.
- Желание — естественный результат пребывания в контрастной среде, включающей в себя все самые разные среды.
- Источник — вечный и постоянно расширяющийся вибрационный поток Блага, из которого изливается Всё Сущее.
- Медитация — успокоение ума, позволяющее остановить все мысли, мешающие вибрационной сонастройке с Источником.
- Нефизическое — Вечное Сознание, являющееся основой для всего физического и Нефизического.
- Передовой Край Мысли — состояние релаксации и сознательного обдумывания идей с намерением прийти к новым открытиям.
- Поток Блага — вечный и постоянно расширяющийся вибрационный поток, из которого изливается Всё Сущее.
- Поток Сознания — вечный и постоянно расширяющийся вибрационный поток, из которого изливается Все Сущее.
- Поток Энергии — течение «электрического потока», являющегося основой Всего Сущего.
- Принятие — состояние соответствия Благу, идущему к вам. Направление внимания на то, что позволяет вам излучать вибрации, соединяющие вас с естественным Потоком Блага.

Не следует путать с терпением. Терпение — это когда вы видите что-то нежелательное, чувствуете вибрационное подтверждение этой нежелательности, но сознательно удерживаете себя от того, чтобы физически отвергнуть этот объект (то есть терпите его). Принятие же подразумевает сознательное направление внимания только на то, что послужит причиной возникновения вибраций, находящихся в соответствии с Источником.
Когда вы находитесь в режиме принятия, вы всегда чувствуете себя просто великолепно.
- Процесс Творения — ток, идущий от основы Всего Сущего и проявляющий себя в идеях-мыслях.
- Режим принятия — вибрационное состояние, характеризующееся отсутствием сопротивления и абсолютным соответствием Источнику.
- Руководящая Система — ощущение вашего энергетического состояния, показывающее, находитесь вы в состоянии соответствия Источнику или нет.
- Творец — тот, кто фокусирует Созидательную Энергию.
- Эмоции— внутренний физический ответ на текущее вибрационное состояние, причиной которого является то, на что вы направляете своё внимание.
- Эмоциональная Установка — наиболее часто испытываемая эмоция.
- Эмоциональное Руководство — осведомлённость о том, что вы притягиваете, основанная на ваших ощущениях при направлении внимания на различные объекты.

## Фильмы
Эстер Хикс появлялась в оригинальной версии фильма «Секрет», а также была центральным источником вдохновения для фильма. 
За эту роль в фильме Эстер получила гонорар в размере 500 000 долларов и 10 % акций прав на фильм. Кадры с участием Эстер были удалены из более позднего «Расширенного издания» после того, как создательница фильма Ронда Берн, которая участвовала в договорных спорах и судебных разбирательствах в отношении фильма, расторгла первоначальный контракт, касающийся участия Хикс, и попросила чтобы Эстер навсегда отказалась от своих «прав интеллектуальной собственности в этих областях» (речь шла о фильме).
Сотрудники Ронды связались с Хиксами, утверждая, что старый контракт больше не может считаться действительным для новых географических районов, в которых будет запущен фильм, и ставя супругов перед возможностью отказаться от своей доли в права и подписать новый контракт или вырезать из фильма.
Посоветовавшись с "Hay House" и Абрахамом Хиксы (которые в любом случае никогда не были полностью удовлетворены фильмом) выбрали второе решение, и в октябре 2006 года вышла новая версия фильма с другим монтажом и некоторыми персонажами, такие как Лиза Николс, вставленная, чтобы заполнить пробел, оставленный Эстер.
В открытом письме, размещённом в Интернете, Хикс заявила, что ей «было неудобно из-за того, что нам казалось довольно агрессивной маркетинговой кампанией», и что в конечном итоге Абрахам дал ей следующий совет: 
«Всякий раз, когда вам предъявляют ультиматум, в котором говорится: „если ты не сделаешь этого, то нам придётся сделать то-то и то-то“, лучше всего просто отпустить это и двигаться дальше. Иначе всегда будет другое, и это, и это, и это». 
Письмо не осуждает Ронду, но разъясняет, почему Эстер больше не появляется в «Секрете». В этом же письме, размещённом на их веб-сайте, Хикс заявила: 
«В финансовом отношении нам очень хорошо заплатили за наше участие в этом проекте… и если бы деньги были единственной причиной, уверяем вас, мы бы нашли какой-то способ втягиваться».
С тех пор Хикс разместила на YouTube видео, в котором подробно объясняет свой дискомфорт с «Секретом» и, наконец, своё решение прекратить участие в фильме.

## Книги
Все книги Эстер и Джерри Хикс издаются компанией "Хей Хаус" — издательством, основанным в 1984 году писательницей Луизой Хей. Ряд их книг переведён на чешский, хорватский, французский, итальянский, японский, немецкий, голландский, румынский, русский, словацкий, словенский, сербский, испанский и шведский языки.
- Новое начало I: Справочник по радостному выживанию. Джерри и Эстер Хикс. Опубликовано Abraham — Hicks Publications, 5-е издание, 1988 г.
- Новое начало II: Личное руководство для улучшения вашей жизни, свободы и стремления к счастью. Джерри и Эстер Хикс. Опубликовано Abraham — Hicks Publications, 1991.
- Сара. Путешествие ребёнка в мир безграничной радости.. Эстер и Джерри Хикс. Опубликовано Abraham — Hicks Publications, 1995.
- Учение о воплощении желаний в жизнь. Просите — и дано будет вам. Эстер и Джерри Хикс. Опубликовано Hay House, 2005.
- Закон притяжения: основы учения Абрахама. Эстер и Джерри Хикса. Опубликовано Hay House, 2006.
- Сара. Книга 1. Пернатые друзья — это навсегда. Новый уровень воплощения желаний, Эстер и Джерри Хикс. Иллюстрировано Кэролайн С. Гарретт. Опубликовано Hay House, 2007.
- Сара. Книга 2. Бескрылые друзья Соломона. Приключения в мире мудрости. Путь к счастью, Эстер и Джерри Хикс. Иллюстрировано Кэролайн С. Гарретт. Опубликовано Hay House Inc., 2007 г.
- Сара. Книга 3. Говорящий филин стоит тысячи слов. Как пережить приключения, ничем не рискуя, Эстер и Джерри Хикс. Иллюстрировано Кэролайн С. Гарретт. Опубликовано Hay House Inc., 2008 г.
- Удивительная сила эмоций. Эстер и Джерри Хикс. Опубликовано Hay House Inc., 2008 г.
- Деньги и закон притяжения: научиться привлекать здоровье, богатство и счастье. Эстер и Джерри Хикс. Опубликовано Hay House, 2008.
- Вихрь: где закон притяжения объединяет все отношения сотрудничества. Эстер и Джерри Хикс. Опубликовано Hay House, 2009.
- Компакт-диск «Попадание в вихрь: управляемая медитация» и руководство пользователя Эстер и Джерри Хикс. Дата выхода 15 ноября 2010 г. Издатель Hay House, 2009 г.
- Навстречу мечте за 365 дней
- Пробуждение чувств. Доверься — и следуй!